# Juin 1871

## Événements
- 1er juin - 3 juillet : expédition américaine en Corée. À la suite du massacre de l'équipage du navire de commerce américain General Sherman échoué près de Pyongyang en août 1866, une escadre de la marine des États-Unis forte de 1 200 marins et marines cherche en vain à obtenir des justifications du gouvernement du régent Daewongun et l'ouverture de négociations. Devant l'attitude hostile des Coréens, des représailles seront décidées et Kanghwa prise le 10 juin.
- 3 juin : achèvement d’un réseau télégraphique à travers le Pacifique qui met en relation Vladivostok, Nagasaki, Shanghai, Hong Kong avec Londres et San Francisco.
- 29 juin :
  - Le maréchal Vincente Cerna est renversé par une révolution libérale au Guatemala. Son successeur, Justo Rufino Barrios, un caudillo libéral, entreprend une politique anticléricale. Sous son mandat les communautés indiennes seront dépouillées de leurs terres au profit des grands propriétaires blancs (4 juin 1873-2 avril 1885).
  - Loi reconnaissant l'existence légale des syndicats ouvriers au Royaume-Uni (Trade Union Act). Cette reconnaissance du fait syndical est limitée par le Criminal Law Amendment Act qui permet des poursuites pour fait de grève[1].

## Naissances
- 4 juin : Louis Soutter, né à Morges, peintre, dessinateur, violoniste suisse († 20 février 1942).
- 8 juin : Aloys Vande Vyvere, homme politique belge († 22 octobre 1961).

## Décès
- 13 juin : Jean-Eugène Robert-Houdin, inventeur, producteur de spectacles et magicien français (° 7 décembre 1805).